# Neurellipes zenkeri
Neurellipes zenkeri is een vlinder uit de familie van de Lycaenidae. De wetenschappelijke naam van de soort is voor het eerst gepubliceerd in 1895 door Ferdinand Karsch.
De soort komt voor in Kameroen, Gabon, Congo-Brazzaville, Centraal Afrikaanse Republiek, Congo-Kinshasa en Oeganda.